# 勅願寺
勅願寺（ちょくがんじ）は、時の天皇・上皇の発願により、国家鎮護・皇室繁栄などを祈願して創建された祈願寺のことで、寺格の一つ。
実際には、寺が創建されてから、勅許によって「勅願寺になった」寺も数多い。また勅願寺になれば寺領が得られることもあり、戦国時代頃からは寺の側から働きかけて勅許をもらうという例もあった。
明治時代初期まで勅願寺の指定が行われていたが、神仏分離令によって指定が廃止された。

## 主要な勅願寺
- 松島青龍山 瑞巌寺 （臨済宗、宮城県松島町） - 淳和天皇
- 小比叡山 蓮華峰寺 （真言宗、新潟県佐渡市） - 嵯峨天皇
- 三守皇山 長光王院 大聖明王寺（真言宗醍醐派、山梨県南巨摩郡）- 高倉天皇
- 法輪山 正明寺 （黄檗宗、滋賀県日野町） -後水尾上皇
- 定額山 善光寺 （無宗派、長野県長野市）- 皇極天皇
- 浅間山 真楽寺 （真言宗智山派、長野県御代田町） - 用明天皇[1]。
- 宝林山 安養寺　（臨済宗妙心寺派、長野県佐久市） - 後深草上皇[2]。
- 金剛山 平間寺 （真言宗智山派、神奈川県川崎市） - 鳥羽上皇
- 大龍山 臨済寺（臨済宗妙心寺派、静岡県静岡市） - 後奈良天皇
- 医王山 薬王院 油山寺 （真言宗智山派、静岡県袋井市） - 孝謙天皇
- 普門山 長久寺 （真言宗豊山派、滋賀県彦根市） - 後三条天皇
- 石光山 石山寺 （東寺真言宗、滋賀県大津市） - 聖武天皇
- 巌金山 宝厳寺 （真言宗、滋賀県長浜市） - 聖武天皇
- 阿星山 長寿寺 （天台宗、滋賀県湖南市） - 聖武天皇
- 瑞龍山 南禅寺 （臨済宗、京都市左京区） - 亀山法皇
- 音羽山 清水寺 （真言宗→法相宗、京都市東山区） - 嵯峨天皇
- 大内山 仁和寺 （真言宗、京都市右京区） - 宇多天皇
- 深雪山 醍醐寺 （真言宗、京都市伏見区） - 醍醐天皇
- 具足山 妙顕寺 （日蓮宗、京都市上京区） - 後醍醐天皇
- 正法山 妙心寺 （臨済宗、京都市右京区） - 花園法皇
- 竜宝山 大徳寺 （臨済宗、京都市北区）- 後醍醐天皇
- 根本山 神峯山寺（天台宗、大阪府高槻市）- 光仁天皇
- 大悲山 慈眼院 （真言宗、大阪府泉佐野市） - 天武天皇・聖武天皇
- 躑躅山 林昌寺 （真言宗、大阪府泉南市） - 聖武天皇
- 薬師寺 （法相宗、奈良県奈良市） - 天武天皇
- 秋篠寺 （単立、奈良県奈良市） - 光仁天皇
- 東大寺 （華厳宗、奈良県奈良市） - 聖武天皇
- 帯解寺 （華厳宗、奈良県奈良市）- 文徳天皇
- 神光山 安生寺 （高野山真言宗、奈良県五條市） - 聖武天皇
- 西大寺 （真言律宗、奈良県奈良市） - 称徳天皇
- 忍辱山 円成寺 （真言宗、奈良県奈良市） - 聖武天皇・孝謙天皇
- 鼻高山 霊山寺 （真言宗、奈良市） - 聖武天皇
- 久米寺 (真言宗御室派、奈良県橿原市) - 推古天皇
- 塔尾山 如意輪寺 （浄土宗、奈良県吉野郡） - 後醍醐天皇
- 三身山 太山寺 （天台宗、兵庫県神戸市） - 元正天皇
- 比金山 如意寺 （天台宗、兵庫県神戸市） - 推古天皇
- 泉生山 酒見寺 （真言宗、兵庫県加西市） - 聖武天皇
- 瑞巌山 高源寺 （臨済宗、兵庫県丹波市） - 後柏原天皇
- 永谷山 円通寺 （曹洞宗、兵庫県丹波市） - 後円融天皇
- 興山寺 (廃寺) （真言宗、和歌山県伊都郡） - 後陽成天皇
- 慶徳山 長保寺 （天台宗、和歌山県海南市） - 一条天皇
- 那智山 青岸渡寺 （天台宗、和歌山県那智勝浦町） - 推古天皇
- 天音山 道成寺 （天台宗、和歌山県日高川町） - 文武天皇
- 七宝山 本山寺 （真言宗、香川県三豊市） - 平城天皇
- 石鉄山 正法寺 （真言宗御室派、愛媛県新居浜市） - 嵯峨天皇
- 萬願寺 （真言宗、愛媛県新居浜市） - 嵯峨天皇[3]。
- 太田山 豊楽寺 （真言宗、高知県大豊町） - 聖武天皇
- 清水山 観世音寺 （天台宗、福岡県太宰府市） - 天智天皇
- 円融寺 (廃寺、京都市) - 円融天皇
- 井山 宝福寺　(臨済宗東福寺派) - 四条天皇
- 龍池山 大雲院 （単立、京都府京都市） - 後陽成天皇
- 善入山 宝筐院（旧 善入寺）（臨済宗、京都府京都市右京区） - 白河天皇
- 高田山 専修寺 （真宗高田派、三重県津市） - 後土御門天皇
- 妙塔山 妙満寺（顕本法華宗　京都市左京区）- 後水尾天皇